# Erja Tikka
Erja Tikka, född 2 augusti 1953 i Koskis, är en finländsk journalist, diplomat och politiker. Hon var partisekreterare för Centern i Finland 1990–1994.
Tikka har arbetat bland annat som internationell sekreterare vid Finlands studentkårers förbund och som redaktör vid Yle och MTV3. Efter tiden som partisekreterare inledde hon sin karriär vid Utrikesministeriet där hon innehade olika diplomatiska befattningar och var bland annat chef för informationsenheten.